# Ковальська Світлана Володимирівна
Світлана Володимирівна Ковальська (12 листопада 1938, Хабаровський край — 15 травня 1993, Київ) — директор заводу залізобетонних конструкцій № 3 ДБК-1, Заслужений працівник промисловості України. На її честь названа промислово-будівельна група «Ковальська». Мати лікаря-хірурга, доктора медичних наук Інни Ковальської.

## Життєпис

Могила Світлани Ковальської, Байкове кладовище

Народилась 12 листопада 1938 року в Хабаровському краї.

Стела з барельєфом Світлани Володимирівни Ковальської.

У 1956 році закінчила школу і розпочала свою трудову діяльність на заводі залізобетонних конструкцій № 3, де пройшла шлях від контролера відділу товарної якості, старшого інженера-технолога, заступника начальника заводу за технологією до директора заводу. Без відриву від виробництва здобула вищу освіту — в 1963 році закінчила Київський інженерно-будівельний інститут.
З 1982 року — директор ЗБК.
Померла на 55-му році життя в Києві 15 травня 1993 року. Похована разом з родиною на Байковому кладовищі (ділянка № 49а, 50°25′1.71″ пн. ш. 30°30′4.96″ сх. д. / 50.4171417° пн. ш. 30.5013778° сх. д.).

## Відзнаки
За свою роботу була нагороджена:
- в 1976 році — орденом «Знак Пошани»;
- в 1988 році присвоєне звання «Ветеран праці»;
- 30 березня 1993 року присвоєне почесне звання «Заслужений працівник промисловості України»[2].

## Вшанування
В 1994 році завод ЗБК-3 ДБК-1 перейменований на її честь — Завод ЗБК імені Світлани Ковальської. На площі перед прохідною заводу встановлена пам'ятна стела з її барельєфом.